# Septembre 1734
Le mois de septembre 1734 est le 9e mois de l'année 1734.

## Événements
- 19 septembre : bataille de Guastalla

## Naissances
- 1er septembre : Louis François Joseph de Bourbon-Conti (mort le 13 mars 1814), aristocrate français
- 2 septembre
  - Henri-François de La Broüe de Vareilles (mort le 25 novembre 1831), évêque de Gap
  - Marianne Camasse (morte le 1er décembre 1807), danseuse, écrivaine et salonnière française
- 3 septembre : Joseph Wright of Derby (mort le 29 août 1797), peintre britannique
- 4 septembre : Marie-Charles du Chilleau (mort le 31 mars 1794), général et administrateur colonial français
- 5 septembre
  - Jean-Benjamin de La Borde (mort le 22 juillet 1794), compositeur, mécène, écrivain et fermier général français
  - Paul Nollet de Laipaud, personnalité politique française
- 6 septembre : Marie Scipion d'Exéa (mort le 25 décembre 1806), général français
- 8 septembre : José Nicolás de la Escalera (mort en 1804), peintre cubain
- 11 septembre
  - Alessandro Bicchierai (mort le 13 mars 1797), médecin italien
  - Charles François César Le Tellier de Courtanvaux (mort le 13 décembre 1764), militaire français, membre de l'Académie royale des sciences
- 14 septembre
  - Jean Henry dit Henry d'Arles (mort le 14 septembre 1784), peintre français arlésien
  - Johann Ludvig Zinn (mort le 3 février 1802), marchand germano-danois
  - Toussaint-Joseph de Lardemelle (mort en 1806), militaire français
- 16 septembre : Johann Michael Josef von Pidoll (mort le 23 novembre 1819), prélat germano-français
- 17 septembre
  - Elizabeth Canning (morte le 1er juin 1773), servante ayant donné son nom à une affaire judiciaire du XVIIIe siècle
  - Jean-Baptiste Le Prince (mort le 30 septembre 1781), peintre français
- 23 septembre : Matthew Pratt (mort le 9 janvier 1805), peintre américain
- 25 septembre
  - François-Antoine de La Boissière (mort le 9 août 1808), personnalité politique française
  - Louis René Édouard de Rohan (mort le 16 février 1803), homme politique français
- 26 septembre
  - François-Xavier Estin (mort le 5 janvier 1806), personnalité politique française
  - Pierre-Louis Helin (mort le 23 mai 1791), architecte français
  - Pierre Petitguillaume (mort le 29 mai 1805), général français de la Révolution et de l’Empire
- 27 septembre : Luc-Vincent Thiéry (mort le 12 janvier 1822), écrivain français
- 28 septembre : Pierre Philibert Fougère (mort le 3 septembre 1792), personnalité politique française
- 30 septembre
  - Giovanni Bovara (mort le 12 octobre 1812), politicien italien
  - Simon Simon (mort le 18 avril 1811), compositeur français

## Décès
- 3 septembre : Christian-Louis de Brandebourg-Schwedt (né le 24 mai 1677), général allemand
- 5 septembre
  - Daniel Lascelles (1655-1734) (né le 6 novembre 1655), propriétaire terrien anglais
  - Nicolas Bernier (né le 28 juin 1664), compositeur français
- 8 septembre : Michel Sarrazin (né le 5 septembre 1659), scientifique québécois du XVIIe siècle
- 9 septembre : Muro Kyūsō (né le 30 mars 1658), philosophe japonais
- 12 septembre : Joseph Le Moyne de Sérigny (né le 22 juillet 1668), militaire français
- 15 septembre : Mathias-Guillaume de Louvrex (né le 15 novembre 1665), jurisconsulte, magistrat, diplomate et historien liégeois
- 19 septembre
  - Frédéric-Louis de Wurtemberg (né en 1690), militaire allemand
- 27 septembre : Henri-Frédéric de Wurtemberg-Winnental (né le 16 octobre 1687), général de cavalerie allemand
- 30 septembre : Mathieu Terrasson (né le 13 août 1669), juriste